# Poděbrady
Poděbrady es una ciudad de la República Checa ubicada en el centro del país, en el distrito de Nymburk.

## Contexto geográfico

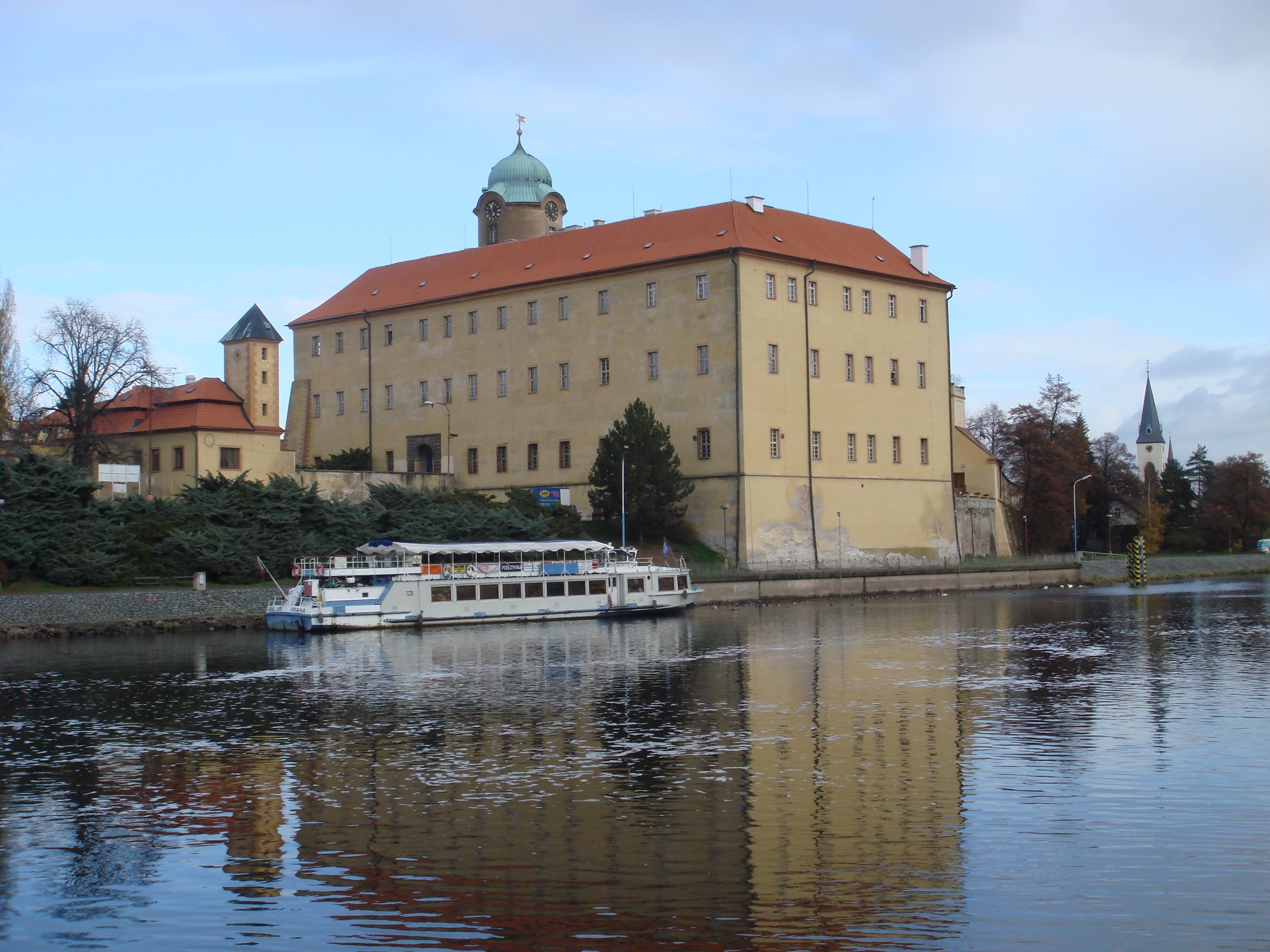

Situada 45 km al este de Praga por la autopista D11, se encuentra al lado del famoso río Elba (o Labe).

## Datos básicos
La ciudad tiene 14 000 habitantes. Famosa por su balneario, se trata de una bella ciudad turística rodeada de Parques naturales y Bosques. Cuenta con un centro de enseñanza para estudiantes extranjeros en su preparación para las universidades checas.